# Codex Claromontanus

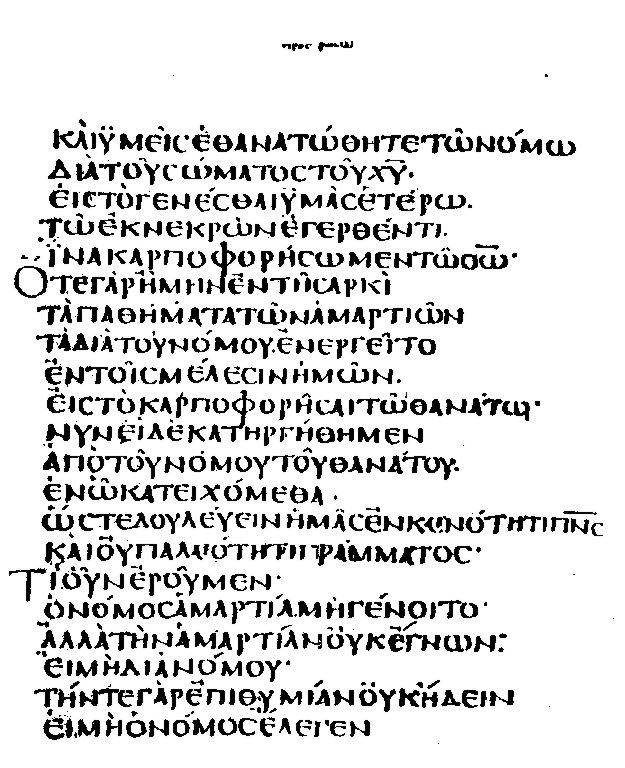
Codex Claromontanus Röm 7,4-7, griechischer Text

Der Codex Claromontanus (Gregory-Aland no. Dp oder 06) ist eine griechisch-lateinische Handschrift der Paulusbriefe, welche auf das 6. Jahrhundert datiert wird.
Der Codex Claromontanus aus dem Besitz des Théodore de Bèze besteht aus 533 einspaltig beschriebenen Pergamentblättern (24,5 × 19,5 cm).  Die linke Seite ist jeweils griechisch, die rechte lateinisch. Der Codex wird in der Bibliothèque nationale de France (Gr. 107) aufbewahrt. 
Er enthält die Paulusbriefe und repräsentiert den westlichen Texttyp. Er wird der Kategorie II zugeordnet. 

## Beschreibung
Der griechische Text dieses Kodex wird von Textkritikern hoch geschätzt, da er eine frühe Form des westlichen Texttyps repräsentiert. Dies wird vor allem durch die häufigen Interpolationen und zum Teil auch durch die interpretierenden Revisionen in Korrekturen am Text deutlich. Moderne kritische Ausgaben des Neuen Testaments werden durch die eklektische Methode erstellt, bei der die bevorzugte Lesart auf Basis der jeweiligen Einzelfälle bestimmt wird, die in den zahlreichen Varianten früherer Manuskripte und Versionen vorliegt. Innerhalb dieses Prozesses wird Claromontanus oft als eine Art „außenstehender Betrachter“ hinzugezogen, wenn enger verwandte (und damit untereinander abhängige) Codices mit den Briefen des Paulus zusammengestellt werden: Codex Alexandrinus, Codex Vaticanus, Codex Sinaiticus und Codex Ephraemi Rescriptus. In ähnlicher Weise wird der Codex Bezae Cantabrigiensis für die Textgeschichte der Evangelien und Apostelgeschichte genutzt. 
Der Codex Claromontanus enthält weitere wertvolle Dokumente:
- Ein stichometrischer Katalog des Kanons des Alten und Neuen Testaments unbekannten Datums wurde in den Kodex eingefügt. In dieser Liste fehlen Philipper, 1. und 2. Thessalonicher und Hebräer. Jedoch sind einige Werke enthalten, die heute nicht mehr als kanonisch angesehen werden: Barnabasbrief, Der Hirte des Hermas, 3. Brief an die Korinther, Paulusakten und Offenbarung des Petrus.[2][3]

- Auf zwei Palimpsestblättern (nos. 162 und 163) sind Fragmente des Phaethon von Euripides mit christlichem Text überschrieben worden. Sie wurden aus dem Kodex herausgenommen und werden in der Bibliothèque Nationale unter Cod. Gr. 107 B aufbewahrt.